# Janez II. Holandski
Janez II. (1247 – 22. avgust 1304) (tudi Janez II. Avesnski) je bil grof Hainautski, Holandski in Zeelandski.

## Življenje
Janez II., rojen leta 1247, je bil najstarejši sin Janeza I. Hainautskega in Adelajde Holandske. Grof Hainautski je postal po smrti svoje babice, grofice Margarete I. Hainautske. Janez je nadaljeval vojno med rodbino Dampierre in rodbino Avesnes proti grofu Guyu Flandrijskemu za cesarsko deželo Flandrijo.
Janez II. je leta 1299 po smrti svojega bratranca Janeza I. Holandskega postal grof Holandski. Personalna unija, ki jo je vzpostavil med Hainautom in Holandijo-Zeelandijo, je trajala še pol stoletja. Oče Janeza I., Floris V., se je bojeval proti Flandriji za Zeelandijo. V boju proti Flandriji je prosil za pomoč Francijo. Francozi so leta 1300 in 1301 premagali Flamce. Poraženi so bili tudi uporniki v Zeelandu. Janezov brat, Guy iz Avesnesa, je postal škof v Utrechtu. Tako so vsi njegovi glavni sovražniki izginili.
Plima se je dramatično spremenila po flamski vstaji in porazu francoske vojske v bitki pri Zlatih ostrogah leta 1302, kjer je bil Janezov najstarejši sin ubit v boju na strani Francozov. Flamci so ob podpori tamkajšnjega nezadovoljnega prebivalstva napadli Hainaut in Zeeland. Guy Namurski je premagal Janezovega sina Viljema v bitki na otoku Duiveland. Utrechtski škof Guy je bil ujet. Guy Namurski in brabantski vojvoda Janez II . sta osvojila večino Utrechta, Nizozemske in Zelandije. Guya Namurskega je leta 1304 dokončno porazila holandska in francoska flota v pomorski bitki pri Zierikzeeju. Janez II. je ponovno pridobil večino svoje avtoritete, vendar je še istega leta umrl.

## Družina
Leta 1270 se je Janez poročil s Filipo Luksemburško,  hčerko grofa Henrika V. Luksemburškega in Marjete Barske. Njuni otroci so bili:
1. Janez, gospodar Beaumonta, grof Ostervanta. Padel v boju (11. julija 1302).[1]
2. Henrik, kanonik v Cambraiu (umrl 1303).[1]
3. Viljem I. Hainautski, grof Hainautski, Holandski in Zeelandski ( ok. 1286 – 7. junij 1337) Leta 1304 je nasledil svojega očeta. Poročen z Ivano Valoiško, hčerko Karla, grofa Valoisa.[1]
4. Janez Beaumontski (1288 – 11. marec 1356). Bil je poročen z Margareto, grofico de Soissons.[1]
5. Margareta (umrla 18. oktobra 1342), poročena z Robertom II. Artoajskim, ki je bil ubit v bitki pri Zlatih ostrogah 11. julija 1302.[1]
6. Alica ali Alix (um. 26. oktober 1317), ki se je leta 1290 poročila z Rogerjem Bigodom, 5. grofom Norfolškim, s katerim ni imela potomcev.[1]
7. Izabela (umrla 1305) se je poročila z Raoulom Clermontskim, gospodom Nesle, ki je bil ubit v bitki pri Zlatih ostrogah 11. julija 1302. [1]
8. Ivana, nuna v Fontenellesu.[1]
9. Marija Avesneska (1280–1354), poročena z Ludvikom I., vojvodo Bourbonskim.[1]
10. Matilda, opatinja iz Nivellesa. [1]

Janezovi nezakonski otroci so bili:
1. Viljem Cuser[6]
2. Alajda Zandenburška, ki je bila poročena najprej z Volfertom II. iz Borselena, gospodarjem Veereja, in drugič z Otom III. Burenskim.[7]